# (52030) Maxvasile
(52030) Maxvasile est un astéroïde de la ceinture principale.

## Description
(52030) Maxvasile est un astéroïde de la ceinture principale. Il fut découvert le 6 août 2002 à Campo Imperatore par le programme CINEOS. Il présente une orbite caractérisée par un demi-grand axe de 2,41 UA, une excentricité de 0,14 et une inclinaison de 4,7° par rapport à l'écliptique.